# Béker (fils d'Ephraim)
Pour les articles homonymes, voir Beker (homonymie).
Béker est un fils d'Éphraïm fils de Joseph et d'Asnath. Ses descendants s'appellent les Békrites.

## La famille de Béker
Béker est un fils d'Éphraïm et a pour frères Shouthélah et Tahân.

## La famille des Békrites
La famille des Békrites dont l'ancêtre est Béker sort du pays d'Égypte avec Moïse,.